# Prix de la vidéo pornographique japonaise
Bien que la pornographie au Japon ait une longue histoire et soit une entreprise importante, l'industrie de la vidéo réservée aux adultes n'a pas, jusqu'à une date récente, procédé à d'importantes remises de prix concernant les ventes ou les acteurs du film pornographique à l’instar des AVN Awards américains.
Tout ceci a évolué au cours de ces dernières années. Les deux premières récompenses octroyées à l'heure actuelle (celles-ci font l'objet d'un autre article) sont l'AV Grand Prix récompensant les meilleures ventes en magasin et sur Internet et les Adult Broadcasting Awards qui sont destinés aux meilleurs films diffusés sur les antennes de la télévision japonaise par satellites.
L'article qui suit concerne les différents prix destinés aux vidéo pornographiques japonaises et couvrent la période 1991-2007. Aucun d'eux existe encore à l'exception des Moodyz Awards. Un certain nombre ont été attribués irrégulièrement et par périodes mais une majorité sont limités à des studios particuliers ou à des regroupements de différents studios.

## Tokyo Sports Film Awards (1991-1999)
Les prix du Film du Tokyo Sports (東京スポーツ映画大賞) sont parrainés par le quotidien Tokyo Sports. La cérémonie de remise des prix a lieu au mois de Janvier de chaque année et récompensent les films paru au cours de l'année précédente. Les premiers prix ont été attribués en 1991 pour les titres parus en 1990. Ils récompensaient les films non pornographiques mais certains prix ont été occasionnellement attribués aux films pour adultes seulement. La sélection de ces productions particulières était confiée au distingué cinéaste et acteur Takeshi Kitano. Les prix récompensant les films pornographiques ont disparu en 2000 à la création des Takeshi Kitano Entertainment Awards,,.

### 1erTokyo Sports Awards (1991)
AV Award Best Actress (Meilleure Actrice de la Vidéo Pornographique
- Kasumi Yuka (Kasumi Yuuka)

Aucun Prix de vidéo pornographique n'a été attribué de 1992 à 1997

### 8eTokyo Sports Awards (1998)
AV Award Best Actress (Meilleure Actrice de la Vidéo Pornographique)
- Sena Wakana

AV Award Best Actress (Meilleur Acteur de la Vidéo Pornographique)
- Taka Kato

### 9eTokyo Sports Awards (1999)
AV Award Best Actress (Meilleure Actrice de la Vidéo Pornographique)
- Maria Yumeno

AV Award Best Actor (Meilleur Acteur de la Vidéo Pornographique)
- Ryuji Yamamoto

## Takeshi Kitano Entertainment Awards (2000-2006)
Les Takeshi Kitano Entertainment Awards (ビートたけしのエンターテインメント賞) ont été inaugurés par Tokyo Sports en 2000 pour récompenser la production de 1999. Ils ont fonctionné en parallèle avec les Tokyo Sports Film Awards. Le cinéaste, réalisateur et acteur Takeshi Kitano en était le président du jury. Les Prix sont attribués pour les films non pornographiques même si au début ils récompensaient également les productions pornographiques. Ces dernières ont été exclues après la cérémonie de 2006,,.

### 1erTakeshi Kitano Awards (2000)
Star AV Actress (Vedette Féminine de la Vidéo Pornographique)
- Mami Goto

Star AV Actor (Vedette Masculine de la Vidéo Pornographique)
- Chocoball Mukai

### 2eTakeshi Kitano Awards (2001)
Star AV Actress (Vedette Féminine de la Vidéo Pornographique)
- Ai Kurosawa

Star AV Actor (Vedette Masculine de la Vidéo Pornographique)
- Shiratama Dango

### 3eTakeshi Kitano Awards (2002)
Star AV Actress (Vedette Féminine de la Vidéo Pornographique)
- Ryoko Mitake

Star AV Actor (Vedette Masculine de la Vidéo Pornographique)
- Mong Mong

Best AV Title (Meilleure vidéo)
- Dora Eman (ドラえまん), production des studios Natural High avec Kyoka & Uta Komori[4]

### 4eTakeshi Kitano Awards (2003)
Star AV Actress (Vedette Féminine de la Vidéo Pornographique)* Mai Haruna
Star AV Actor (Vedette Masculine de la Vidéo Pornographique)
- Prix non attribué

Best AV Title (Meilleure vidéo)
- Battle Without Foreplay? (前戯なき戦い?即入かましてﾖｶですか?) des studios Crystal Image avec Yayoi Fujino, Reiko Honda, Ryo Aoi, Hikari Tomosaki, Ayaya Hanasaki & Maho Hayami[5]

### 5eTakeshi Kitano Awards (2004)
Star AV Actress (Vedette Féminine de la Vidéo Pornographique)* Nana Natsume
Star AV Actor (Vedette Masculine de la Vidéo Pornographique)
- Prix non attribué

Best AV Title (Meilleure vidéo)
- Faithful Pooch Saseko (忠犬サセ公) production des studios Cosmos Plan, avec Hotaru Akane, Ami Sakuragi, Maki Abe, and Riko Mizuno[6]

### 6eTakeshi Kitano Awards (2005)
Star AV Actress (Vedette Féminine de la Vidéo Pornographique)
- DEVI

Star AV Actor (Vedette Masculine de la Vidéo Pornographique)
- Prix non attribué

Best AV Title (Meilleure vidéo)
- Expo 2005 (液ジュポ２００５　マン国博覧会) production des studios SHY, avec Yaya Matsushima, Mari Takeuchi, Haruka Yanase and Aki Yato[7]

### 7eTakeshi Kitano Awards (2006)
Star AV Actress (Vedette Féminine de la Vidéo Pornographique)
- Rin Aoki

Star AV Actor (Vedette Masculine de la Vidéo Pornographique)
- Prix non attribué

Best AV Title (Meilleure vidéo)
- Prix non attribué

## X City Adult Video Grand Prix Awards (1998-2004)
X City, "BIGGEST ADULT SITE IN JAPAN!!" (« le PLUS GRAND SITE PORNOGRAPHIQUE AU JAPON!! ») est le site Internet de Kuki, groupement de producteur de vidéos incluant Alice Japan, Cosmos Plan, Max-A, SexiA, VIP entre autres. Kuki a parrainé un concours basé sur le vote des passionnés du genre dénommé Adult Video Grand Prix (ou Grandprix) qui a attribué des récompenses dans différentes catégories de films. Le vote se déroulait habituellement en novembre et s'étendait jusqu'aux premiers jours de Décembre sur le site officiel. Il récompensait les œuvres et les actrices de l'année en cours. Les résultats étaient promulgués à la fin de décembre. La plupart des prix et nominations font partie des studios associés à Kuki que ce soit pour les acteurs comme pour les vidéos.

### X City AV Awards1998
Best AV Idol Award (Prix de la meilleure Idole) de la vidéo pornographique (Best AV Idol Award),:
- Manami Suzuki

### City AVGY Awards1999
Attribués en fonction du vote des passionnés du genre sur la boîte électronique du site officiel. Le vote portait sur les « Débutantes », les « Poitrines les plus volumineuses », les « Plus Belles Actrices » et celles qui étaient les plus « Déchaînées ». La grande gagnante du Grand Prix était choisie en fonction de trois votes différents sur son nom. le vote avait lieu du 12 novembre au 12 décembre 1999 et promulgués le 24 décembre 1999
Grand Prix Winner (Grand Prix)
- Riko Akina

Best Newcomer Award (Meilleure Actrice Débutante)
- Riko Akina

'Best Breasts Award (Plus Belle Poitrine)
- Mai Shiina

'Most Beautiful Actress Award (Plus Belle Actrice)
- Riko Akina

Best Nasty Actress Award (Actrice la Plus Cochonne)
- Sayuri Honjyou

### X City Grand Prix Awards2000
Pas d'information sur les résultats. Sur le site Internet de l'année 2001, on peut noter: « Comme l'an passé, l'AV Grand Prix a donné lieu à une compétition serrée. » Aucune autre information ne paraît disponible.

### X City Grand Prix Awards2001
Le vote se fait par la sélection de courriels parvenus sur le site officiel. Il est clos le 27 décembre 2001.
Best Actress Award (Meilleure Actrice)
- 1re: Milk Ichigo
- 2e: Ai Nagase
- 3e: Ami Ayukawa

Sont nommées pour le Prix de la Meilleure Actrice: Momo Kanda et Koharu Tohno.
Best New Actress Award (Meilleure Actrice Débutante)
- 1re: Hitomi Hayasaka
- 2e: Megumi Osawa
- 3e: Ai Kurosawa

Sont nommées pour le Prix de la Meilleure Débutante: Asuka Ozora et Ayumi Tahara
Best Video Title Award (Meilleure vidéo)
- Small Girls' Fuck (ミニモミ。FUCKだぴょん！) distribuée sous la marque Media Station Bazooka (avec Sayaka Tsutsumi)

Best Breasts Award (Plus Belle Poitrine)
- Hikari Kisugi

Best Lolita Award (Plus Jeune Actrice)
- Asuko Ozora

Prettiest Face Award (Plus beau visage)
- Megumi Osawa

Best Mature Actress Award (Meilleure Actrice Mature)
- Mariko Kawana

### X City Grand Prix Awards2002
Résultats du vote :
Best Actress Award (Meilleure Actrice)
- 1re: Ryoko Mitake
- 2e: Nao Oikawa
- 3e: Hikari Kisugi

Best New Actress Award (Meilleure Actrice Débutante)
- 1re: Naho Ozawa
- 2e: Sora Aoi
- 3e: Senna Kurosaki

Best Video Title Award (Meilleure Vidéo)
- Fallen Angel X (堕天使Ｘ) (serie) distribuée sous la marque Media Station Bazooka

Best Breasts Award (Plus Belle Poitrine)
- Sakurako Kaoru

Best Lolita Award (Plus Jeune Actrice)
- Sayaka Tsutsumi

Prettiest Face Award (Plus Beau Visage)
- Senna Kurosaki

Nastiest Actress Award (Actrice la Plus Cochonne)
- Ran Asakawa (Ran Asaka)

### X City Grand Prix Awards2003
Résultats des votes:
Best Actress Award
- 1re: Maria Takagi
- 2e: Ryoko Mitake
- 3e: Sora Aoi

Sont nommées pour le prix de la Meilleure Actrice Naho Ozawa, Nao Oikawa, Ran Asakawa, Rei Ito, Sakurako Tokiwa, Izumi Hasegawa and Mai Haruna
Best New Actress Award (Meilleure Actrice)
- 1re: Maria Takagi
- 2e: Alice Ogura
- 3e: Mai Sakashita

Sont nommées Akiho Yoshizawa, Miyuki Uehara, Hijiri Kayama, Mirano Matsushita, Yuki Maioka, Yuna Mizumoto et Yuria Yoshinaga
Best Video Title Award (Meilleure Vidéo)
- Maria Takagi Max Cafe (高樹瑪莉亞マリア) distribuée sous la marque Max-A (avec Maria Takagi)

Best Breasts Award (Plus Belle Poitrine)
- Sora Aoi

Prettiest Face Award (Plus Beau Visage)
- Maria Takagi

### X City Grand Prix Awards2004
Les résultats sont:
Best Actress Award (Meilleure Actrice)
- Naho Ozawa
- Sora Aoi (Seconde)
- Yua Aida (Troisième)

Best New Actress Award (Meilleure Actrice Débutante)
- 1re: Yua Aida
- 2e: Shiori Mizuno
- 3e: Yui Miho

Best Video Title Award (Meilleure Vidéo)
- Naho Ozawa Reverse Soap Heaven (逆ソープ天国 小沢菜穂) des studios Alice Japan (avec Naho Ozawa)
- Complete Body Riko Tachibana (COMPLETE BODY 立花里子) des studios Leo (avec Riko Tachibana)

Best Body Award (Actrice Ayant le Plus beau Corps)
- 1re: Sora Aoi
- 2e: Yua Aida
- 3e: Kaede Matsushima

## SOD AV Awards2002-2006
Le regroupement des studios dédiés à la pornographie sous le nom de Soft On Demand (SOD) parraine son propre Grand Prix avant qu'il ne soit repris sous le nom d'AV Open. La première cérémonie de remise des prix a lieu en 2002. La 5e et dernière s'est tenue à Tokyo en 2006. Comme à l'accoutumée, les prix sont attribués aux actrices et au personnel du film par le groupe SOD.

### SOD Awards2002
Best Video (Meilleure Vidéo)
- Super High Class Soap Lady (超高級ソープ嬢 スペシャル版) produit par SOD avec Natsumi Kawahama, Ruri Asase et Chiharu Moritaka

### SOD Awards2003
La cérémonie de remise des Prix SOD (SOD大賞) se tient au Century Hyatt hotel à Shinjuku, Tokyo le 26 novembre 2003. Avec un budget de 40 millions de Yens (320,650 €), la prestation comprend un spectacle de 500 attractions composées avant tout de puroresu et à côté duquel figurent, en second plan, des numéros effectués par des actrices. Certaines d'entre elles appartiennent aux studios du film pornographique américain Vivid Entertainment,. La présentatrice et animatrice pour cette cérémonie était la future grande étoile du film pornographique Nana Natsume dont c'était la première fois qu'elle se produisait pour SOD.
Best Actress Award (Meilleure Actrice)
- Ai Kurosawa

### SOD Awards2004
Pas d'information

### 4eSOD Awards (2005)
La 4e cérémonie de remise de Prix par SOD (2005年 第４回 SOD大賞) a lieu le 14 décembre 2005 dans les locaux de l'Hôtel New Otani à Tokyo. SOD annonce, en présence de représentants des différents studios impliqués, la venue du quotidien Tokyo Sports pour parrainer le concours désormais baptisé AV Open aux côtés de SOD,.
SOD Award (Prix SOD)
- Nana Natsume (pour sa contribution à l'image de marque des studios et le nombre de vidéos vendues dans lesquelles elle paraît))

Best Actress Award (Meilleure Actrice) (d'après le nombre de vidéos vendues)
- Nana Natsume

Actress Awards for Excellence (Prix d'excellence, catégorie Actrice)
- Shou Nishino
- Emi Kitagawa
- Kaho Kasumi
- Aya Koizumi

Best Director Award (Meilleur Réalisateur)
- Itaka & Smithring Powder (Natural High)
- CHAIN Shu (CHAIN宗) (SOD)

Director Award for Excellence (Prix d'excellence, catégorie réalisateur)
- 槍ヶ崎一 (Otis)

Best New Director Award (Meilleur Nouveau Réalisateur)
- Uzumaki Sasaki (V&R)

Manufacturer's Excellence Award (Prix d'Excellence du Fabricant)
- 1er: SOD
- 2e: Natural High
- 3e: Deep's

Writer's Award (Meilleur Scénariste)
- Nobuyoshi Hirabayashi

Actor's Award (Meilleur Acteur)
- Tomohiro Abe

Supporting Actress Award (Meilleur Second Rôle)
- Minaki Saotome

Cinematographer Award (Meilleur Cinéaste)
- Kazuaki Yoshizawa

Still Photographer Award (Meilleure Photo)
- Hisayuki Ubukata

Sound Award (Meilleure Prise de Son)
- Hideki Fujioka

### 5eSOD Awards (2006)
La 5e et dernière cérémonie patronnée par SOD (2006年第5回SOD大賞) s'est tenue le 14 décembre 2006 à Tokyo. À la suite d'un scandale impliquant SOD qui avait racheté, sur ses fonds propres, une grande quantité de vidéos de sa production afin de gagner le prix de la meilleure vente, SOD s'est vu exclu du concours qui a été repris sous le nom de AV Open,
SOD Award (Prix SOD) (Pour sa contribution à l'image de marque des studios et le nombre de vidéos vendues dans lesquelles elle paraît)
- Sasa Handa

Best Actress Award (Meilleure Actrice) (d'après le nombre de vidéos vendues)
- Nana Natsume

Actress Awards for Excellence (Prix d'Excellence, catégorie actrices)
- Hotaru Akane
- Kaho Kasumi
- Emi Tojo
- Tsugumi Nagasawa
- Sasa Handa
- YOKO

Best New Actress Award (Meilleure Actrice Débutante) (d'après le nombre de vidéos vendues)
- Sasa Handa

Best Director Award (Meilleur Réalisateur) (d'après le nombre de vidéos vendues)
- Yakumo Matsubara

Director Awards for Excellence (Prix d'Excellence du Meilleur Réalisateur)
- Itaka & Smithring Powder (Studios Natural High)
- GORI (SOD)
- Yukitsugu Tsuchiya (SOD)
- Nomao Beidu

Best New Director Award (Meilleur réalisateur Débutant)
- Keita No. 1 (SOD)

Manufacturer's Excellence Award (Prix d'Excellence, catégorie Fabricant)
- 1er Place: SOD
- 2e: IEnergy
- 3e: Natural High

New Manufacturer Award (Prix du Nouveau Fabricant)
- AKNR (Akinori)

## AV Actress Grand Prix2006(Grand Prix de la Meilleure Actrice du Film Pornographique2006)
Les Prix Hirorin (ヒロリン大賞２００６) sont attribués en fonction du vote des spectateurs et du total des ventes pour la vidéo considérée. Ces Prix du site Internet "AV Actress Hirorin Fan Blog" paraissent n'avoir été attribués qu'en 2006. Ils sont indépendants des Prix AV Open 2006 ainsi que de l'AV Grand Prix 2006,.
AV Grand Prix Winner (Gagnante du Grand Prix)
- Yuma Asami

Best Actress Winner (Meilleure Actrice)
- Honoka

Best Actress Awards for Excellence (Prix d'Excellence, catégorie Actrice)
- Akiho Yoshizawa
- Mihiro
- Nayuka Mine
- An Nanba
- Yua Aida
- Risa Coda

Best New Actress Winner (Meilleure Actrice Débutante)
- Tina Yuzuki (Rio)

Best New Actress Awards for Excellence (Prix d'Excellence, catégorie Actrice Débutante)
- Tsugumi Nagasawa
- Sasa Handa
- Rin Aoki
- Megumi Haruka
- Arai Mieko
- Azumi Harusaki

Best Video Award (Meilleure Vidéo)
- Nana Natsume pour Face Within Japan, Body Within a Vehicle!! (顔は日本カラダは車中！！) des studios SOD

Special Award (Prix Spécial)
- Sora Aoi

## Dogma D-1 Climax Awards (2005-2007)
Les prix D-1 Climax  (D-1　クライマックス) récompensent un concours dédié aux réalisateurs. Les studios de la vidéo pornographique Dogma ont demandé à un certain nombre de réalisateurs de produire une vidéo sous la marque Dogma. Le gagnant était proclamé en fonction du nombre de vidéos vendues, sur une période de trois mois, pour un titre donné ainsi que d'après le vote de juges.

### 1erD-1 Climax Awards (2005)
Neuf réalisateurs ont été choisis pour le premier concours. Les vidéos, composées de scènes choisies, paraissent le 15 septembre 2005 sous les titres Dogma D1-001 à Dogma D1-009 ainwsi qu'un bonus reproduisant la cérémonie de remise des prix D-1 Climax,,.
Director's Grand Prix Award (Grand prix du Réalisateur)
- 1er: TOHJIRO pour M Drug - Female Meat Toilet - Mayura Hoshitsuki [D1-009] avec l'actrice Mayura Hoshitsuki
- 2e: Hitoshi Nimura pour The Most Naughty Thing In This World (この世で、いちばんエロいコト。ダブル痴女の濃厚接吻セックス&ふたなりレズ) [D1-008] avec Ramu Amamiya & Airu Kaede
- 3e: Baba The Babee pour Shit Freedom (くそ解禁 七海ここな・西村あみ) [D1-004] avec Kokona Nanami & Ami Nishimura

### 2eD-1 Climax Awards (2006)
Onze réalisateurs sont en compétition pour le second concours avec des vidéos parues le 15 septembre 2006 sous les numéros D1-201 à D1-211. Les vidéos sont à nouveau composées de scènes choisies ainsi que de la vidéo de la cérémonie D-1 Climax. La cérémonie a lieu le 20 décembre 2006 et a pour caractéristique de mettre en compétition, outre les réalisateurs, 42 jeunes filles, aspirant à devenir actrices du cinéma pornographique, pour l'attribution du Prix de la Cendrillon Érotique (エロシンデレラ) décerné à la Meilleure d'entre elles,,.
Director's Grand Prix Award
- 1er: TOHJIRO pour Getting High On Lesbian Fist-fucking - A Young Girl Dream Is To Be Fist-fucked (レズフィスト・ドラッグ 長谷川ちひろ 友田真希) [D1-211] avec Maki Tomoda et Chihiro Hasegawa
- 2e: Itaka Smithering pour Pheromone Drug - Ecstasy With a Big Bang (脳内麻薬 ～爆音中出しアクメ～ 持田茜) [D1-207] avec Akane Mochida
- 3e: Hitoshi Nimura pour Hermaphrodite - Lesbian Climax (ふたなりレズビアンCLIMAX 立花里子×大塚ひな) [D1-210] avec Riko Tachibana & Hina Otsuka

Erotic Cinderella Award for Best Actress (Prix de la Cendrillon Érotique décerné à la Meilleure Actrice)
- Chihiro Hasegawa
- Maki Tomoda
- Mayura Hoshitsuki

Kurumi Morishita Award (Prix Kurumi Morishita)
- Yui Matsuno

### 3eD-1 Climax Awards (2007)
Pour la troisième et dernière édition des D-1 Climax Awards, 14 réalisateurs sont en compétition. Dogma fait paraître leurs œuvres le 15 septembre 2007 sous les numéros D1-301 à D1-314. Soixante actrices aspirantes au genre font partie de la cérémonie du 29 décembre 2007,,
Director's Grand Prix Award (Grand Prix du Réalisateur)
- 1er: Hitoshi Nimura pour Why Pussy Loves Pussy - Lesbian School Girls Addicted To Orgasm [D1-313] avec Kasumi Nanase, Rika Nagasawa et Rina Yuki
- 2e: Baba The Babee pour Black Baby Zero [D1-312] avec Rico
- 3e: Hiroshi Washimoto pour No-Bra Salon - The Ultimate Treatment (ノーブラサロン NB極上トリートメント) [D1-302] avec Reiko Katahara, Saki Tsuji, Yuu Tsuyuno, Haruna Yokoyama et Ayu Akihara

## Moodyz Awards (2001-2008)
Les Prix Moodyz ont débuté en 2001 à l'occasion des fêtes de fin d'année bonenkai (忘年会) de l'entreprise offertes aux actrices et à l'équipepour les remercier du travail accompli durant l'année écoulée. Des Prix, dont le plus prestigieux étaie le Prix Moodyz, ont été attribués aux actrices, réalisateurs et titres vidéos.

### Moodyz Awards2001(Prix Moodyz2001)
La cérémonie de remise des prix a lieu au restaurant « NEPUSHISU » de Shibuya (Tokyo) le 27 décembre 2001 avec 217 participants. Les prix suivants ont été attribués:
Moodyz Award (Prix Moodyz)
- Dream School 2 (ドリーム学園2) réalisé par Taikei Shimizu avec les actrices Mio Okazaki, Bunko Kanazawa (à l'époque Fumiko Kanazawa[41], Izumi Seika, Mami Goto, Megumi Shirasaki, Ran Fujimaru, Anna Kuramoto et Nana Mizuno[42]

Best Actress Award (Meilleure Actrice)
- Mayu Koizumi

Best Director Award (Meilleur Réalisateur)
- Noburo Shimizu

Special Actress Awards (Prix Spécial, catégorie Actrices)
- Momoka
- Marina Kyono

Special Award Title (Prix Spécial de la Meilleure Vidéo)
- Real Train Molester 1 (史上最強の痴漢電車で本物痴漢を捕まえろ！1)

### Moodyz Awards2002(Prix Moodyz2002)
La cérémonie de remise des prix a lieu le 18 décembre 2002 à Ebisu (Tokyo) devant 400 participants. Les prix ont été les suivants:
Moodyz Award (Prix Moodyz)
- Dream School 5 (ドリーム学園５) réalisé par Taikei Shimizu avec les actrices Nao Oikawa, Izumi Seika, Yumiko Anzai, Karen, Marina Kyono, Nanami Yusa et Yui Fujimoto[44]

Best Actress Award (Meilleure Actrice)
- Nao Oikawa

Best Director Award (Meilleur Réalisateur)
- Alala Kurosawa

Best Newcomer Award (Meilleure Débutante)
- Ran Monbu

Special Actress Award (Prix Spécial, catégorie Actrice)
- Les quatre actrices Momoka, Ran Monbu, Saiko & Marina Kyono de la vidéo pornographique Moodyz Daughter 1 (ムーディーズ娘。1) réalisé par Akira Shibahara[45].

Special Award Title (Prix Spécial de la Vidéo)
- (妄走犯 ～ひなこを捕まえて本番しませんか？) réalisé par Shigeru Akagi avec l'actrice Hinako[46]

### Moodyz Awards2003(Prix Moodyz2003)
La cérémonie a lieu dans le quartier d'Ebisu à Tokyo le 17 décembre 2003 devant plus de 700 invités et participants : actrices et acteurs, présidents de sociétés productrices, réalisateurs, amis, équipes de réalisation, sans oublier la presse,
Moodyz Award (Prix Moodyz)
- Digital Mosaic Vol. 11 (デジタルモザイク Vol.０１１) réalisé par Sabbath Horinaka avec l'actrice Ann Nanba

Best Actress Award (Meilleure actrice)
- Ann Nanba

Best Director Award (Meilleur réalisateur)
- Alala Kurosawa

Best Newcomer Award (Meilleure débutante)
- Moe Kimishima

Special Actress Award (Prix Spécial, catégorie Actrice)
- Manami Suzuki

Special Award Title (Prix Spécial de la Vidéo)
- Women Who Want to See the Penis series 1-9 (チンポを見たがる女たち)

Best Sales Award (Meilleure vente)
- Dream School 7 (ドリーム学園7) réalisé par Taikei Shimizu avec Ann Nanba, Kay, Izumi Seika, Ruri Anno, Hikaru Kawai et Saya Hyozaki

### Moodyz Awards2004(Prix Moodyz2004)
La cérémonie a lieu dans un hôtel du quartier de Shinjuku (Tokyo) le 22 décembre 2004 Les prix 2004 sont:
Moodyz Award (Prix Moodyz)
- Digital Mosaic Vol. 37 (デジタルモザイクVol.037) réalisé par Tadanori Usami avec la vedette Hikari Kisugi

Best Actress Award (Meilleure Actrice)
- Ann Nanba

Actress Awards (Autres Actrices)
- Hikari Kisugi
- Kirari Koizumi
- Kyôko Ayana
- Yui Haruka
- Mai Haruna

Best Director Award (Meilleur Réalisateur)
- KINGDOM

Director Awards (Autres Réalisateurs)
- Hideto Aki
- Tadanori Usami
- Alala Kurosawa
- Katsuyuki Hasegawa
- Bunchou Yoshino

Best Newcomer Award (Meilleure Débutante)
- Yui Haruka

Newcomer Awards (Autres Débutantes)
- Miki Uehara
- Nana
- Rin Nonomiya
- MIREI
- Kaede Fujisaki
- Ayu Mayumi

Special Awards Titles (Prix Spécial Vidéo)
- Bukkake Nakadashi Anal Fuck (ぶっかけ中出しアナルFUCK！) réalisé par Katsuyuki Hasegawa avec l'actrice Ann Nanba[50]
- Dosukoi (どすこい); réalisation Yakumo Matsubara avec Sakura Sakurada, Yuria Yoshinaga, Kirari Koizumi, Mai Haruna, Syouko Mikami, mai Tamura, Naho Asakura et Yuu Kanzaki[51]
- Life in Prison for Sexual Woman (無期懲役痴女刑務所) et Sexual Jail House (塀の中の懲りない痴女と僕の獄中性活 無期懲役痴女刑務所 刑期延長編) réalisés par KINGDOM avec, dans les deux films, les actrices Sara Ilyuin, Koyuki Morisaki, Yuu Ichinose, Shizuka Kitayama, Chika Kazeno, Aoi, Chiaki Sakai et Saki Yumemura[52]

Special Actress Awards (Prix Spécial, catégorie Actrices)
- Kirari Koizumi
- Kaede Fujisaki

Special Director Awards (Prix Spécial du Réalisateur)
- Alala Kurosawa
- Shibato Taiyo

### Moodyz Awards2005(Prix Moodyz2005)
La cérémonie de remise des Prix Moodyz 2005 s'est tenue eau mois de Décembre 2005 à Tkyo devant une assistance de plus de 100 personnes dont plus de 300 actrices
Moodyz Award (Prix Moodyz)
- A Queendom of the Eros (エロスの王宮) réalisé par KINGDOM avec les actrices Miki Komori, Ayano Azusa, Yuna Takizawa, Chihiro Hara, Syuri (Shuri) Himesaki et Jun Seto[54]. Les résultats sont:

Best Actress Award (Meilleure Actrice)
- An Nanba

Best Director Award (Meilleur Réalisateur)
- Wataru Ishibashi

Best Newcomer Award (Meilleure Débutante)
- Natsumi Yoshioka

Special Actress Awards (Prix Spécial, catégorie Actrices)
- Sayuki
- Hotaru Akane

Special Award Titles (Prix Spécial de la Vidéo)
- Celeb x Bitch Yuna Takizawa (セレビッチ 滝沢優奈) avec les actrices Yuna Takizawa et Sayuki, Celeb x Bitch Sayuki (セレビッチ 沙雪)[55].

### Moodyz Awards2006
Manque d'information.

### Vegas Night2007(La nuit Vegas2007)
Les Prix 2007 sont parrainés par Moodyz et 22 autres producteurs de vidéos pornographiques qui diffusent leurs produits sur DMM, la branche de distribution en ligne de la firme Hokuto Corporation. Les nominations sont élargies afin d'inclure les autres sociétés. La cérémonie de remise des prix a lieu le 17 décembre 2007  à Las Vegas, Nevada, États-Unis. Les actrices et réalisateurs des studios S1 No. 1 Style gagnent la majorité des prix.
Best Actress Award (Meilleure Actrice)
- 1re: Akiho Yoshizawa
- 2e: Mihiro
- 3e: Honoka
- 4e: Yuma Asami

Best Title Award (Meilleure Vidéo)
- 1re: Hyper-Risky Mosaic Mihiro (ハイパーギリギリモザイク みひろ) réalisé par Hideto Aki avec Mihiro
- 2e: Hyper-Risy Mosaic Akiho Yoshizawa (ハイパーギリギリモザイク 吉沢明歩) réalisée par Hideto Aki avec, en vedette, Akiho Yoshizawa
- 3e: AV Consent (AV了解) avec l'actrice Minori Hatsune

Best Director Award (Meilleur Réalisateur)
- 1er: Hideto Aki
- 2e: Usami Tadanori
- 3e: Goro Tameike

### Moodyz Awards2008
Les Moodyz Awards 2008 accueillent 37 producteurs de films pornographiques soit 15 participants de plus que les Vegass Night de 2007:
Best Actress Award (Meilleure actrice)
- 1re: Rion Hatsumi
- 2e: Akiho Yoshizawa
- 3e: Rio (Tina Yuzuki)
- 4e: Honoka

Best Title (Meilleure Vidéo)
- 1re: High School Girl and Sex (学校でしようよ！ 初美りおん) du réalisateur Usami Tadanori et avec l'actrice Rion Hatsumi, directed by
- 2e: Risky Mosaic Rio (ギリギリモザイク Rio) starring Rio (Tina Yuzuki), réalisée par Hideto Aki
- 3e: Special Bath House Tsubaki 8 Hours (ハイパー×ギリギリモザイク 特殊浴場TSUBAKI8時間) du réalisateur Hideto Aki avec 12 actrices

Best Director Award (Meilleur Réalisateur)
- 1er: Usami Tadanori
- 2e: Hideto Aki
- 3e: YOUSEI
- 4e: [Jo] Style